# Сен-Пьер-де-Жюийе
Сен-Пьер-де-Жюийе́ (фр. Saint-Pierre-de-Juillers) — коммуна во Франции, находится в регионе Пуату — Шаранта. Департамент коммуны — Приморская Шаранта. Входит в состав кантона Ольне. Округ коммуны — Сен-Жан-д’Анжели.
Код INSEE коммуны — 17383.

## Население
Население коммуны на 2010 год составляло 353 человека.
| 1962 | 1968 | 1975 | 1982 | 1990 | 1999 | 2010 |
| ---- | ---- | ---- | ---- | ---- | ---- | ---- |
| 543  | 473  | 444  | 379  | 366  | 369  | 353  |